# Соколов, Эдуард Михайлович
Эдуа́рд Миха́йлович Соколо́в (8 сентября 1931, Тула, Московская область — 5 сентября 2016, Тула) — советский и российский учёный, ректор ТулГУ (1979—2006), впоследствии заведующий кафедрой аэрологии, охраны труда и окружающей среды. Доктор технических наук, профессор, заслуженный деятель науки РФ (1996). Почётный гражданин Тульской области. Отец профессора М. Э. Соколова.

## Биография
Родился 8 сентября 1931 года в Туле. Его отец был рабочим Тульского оружейного завода, а мать — почтовым агентом на железнодорожном вокзале. В начале Великой Отечественной войны его отца забрали на фронт, и он остался с матерью.
В 1944 году после отступления вражеских войск отправился в пионерский лагерь Бунырёво на Оке, где был развозчиком продуктов и воды. Окончив 7 классов в средней школе № 3, поступил в Тульский горный техникум учиться на геолога. После окончания техникума был направлен в Сибирь на разведку местонахождений урановых руд.
Четыре года он работал техником и инженером-геологом в геологоразведочных и поисковых партиях Главного управления «Енисейстрой» МВД СССР, а затем вернулся в Тулу и некоторое время работал старшим инженером-геологом в институте «Тулоблпроект». В 1959 году окончил его с отличием Тульский горный институт. Работал на кафедре вентиляции и техники безопасности — сначала младшим научным сотрудником, затем — ассистентом.
Соколов Э. М. и Сулла М. Б. в 1963 году стали первыми аспирантами кафедры рудничной вентиляции и техники безопасности (позднее — кафедра аэрологии, охраны труда и окружающей среды). Их научным руководителем был профессор Л. Н. Быков.
После окончания аспирантуры и защиты кандидатской диссертации был направлен на стажировку в Колумбийский университет (США). По возвращении в Тулу работал сначала старшим преподавателем, а с 1966 года — деканом горного факультета Тульского политехнического института (образован путём слияния механического и горного институтов, а также горного техникума). В 1974—1979 гг. — проректор по научной работе, а с 1979 года — ректор Тульского политехнического института. В 1980 году в Московском горном институте защитил докторскую диссертацию; с 1981 года имел учёное звание профессора. В 1985 году он одновременно стал заведующим кафедрой аэрологии, охраны труда и окружающей среды.
Под его руководством Тульский политехнический институт в 1991 году был преобразован в технический университет, а через четыре года — в Тульский государственный университет.
В 2006 году покинул пост ректора Тульского государственного университета, оставаясь заведующим кафедрой аэрологии, охраны труда и окружающей среды Института горного дела и строительства ТулГУ.

## Научная деятельность
Плодотворно работал в области теории и практики определения углекислотообильности шахт Подмосковного угольного бассейна, а также восточного Донбасса и Кузбасса. Им были разработаны методики прогноза газовыделений из угольных пластов, выработанных пространств, отбитого и транспортируемого угля, вмещающих пород, подземных вод и элементов крепи; данные методики позволили в ходе проектирования вентиляции шахт повысить как надёжность проветривания горных выработок, так и степень безопасности ведения горных работ. Под его научным руководством велись целенаправленные работы по решению острейших экологических проблем Центральной России; при этом проводились изучение и обработка данных радиологической обстановки, гидрохимического режима и санитарного состояния малых рек на территории Тульской области, обследование промышленных предприятий и городского полигона твёрдых отходов в Туле, составление карты загрязнений атмосферы, почвы и вод.
Развил и сформировал научную школу «Рудничная аэрогазодинамика», создал тульскую научную школу «Рациональное природопользование, экологическая и технологическая безопасность». Им было опубликовано более 300 научных работ, в том числе — 2 учебника и 22 монографии. Он имел 20 авторских свидетельств на изобретения.

## Награды и звания
- Орден «За заслуги перед Отечеством» IV степени (2000) — за заслуги в научной работе и большой вклад в подготовку высококвалифицированных специалистов[4]
- Орден Трудового Красного Знамени (1980)[источник не указан 1090 дней]
- Орден Дружбы народов (1976)[источник не указан 1090 дней]
- Медаль «В ознаменование 100-летия со дня рождения Владимира Ильича Ленина»[источник не указан 1090 дней]
- Медаль «Ветеран труда»[источник не указан 1090 дней]
- Юбилейная медаль «300 лет Российскому флоту»[источник не указан 1090 дней]
- Премия Президента Российской Федерации в области образования за 1998 год»[5].

В 1996 году Э. М. Соколову присвоено почётное звание «Заслуженный деятель науки РФ», в 2002 году — звание «Почётный работник промышленности вооружений». Он является почётным гражданином города-героя Тулы, Тульской области и города Алексина, почётным доктором ТулГУ и некоторых других вузов РФ. Член правления Российского союза ректоров, член президиума Евразийской ассоциации вузов, член учебно-методических объединений высшего образования.

## Публикации

### Отдельные издания
- Соколов Э. М., Качурин Н. М. . Углекислый газ в угольных шахтах. — М.: Недра, 1987. — 141 с.
- Соколов Э. М., Качурин Н. М., Рябов Г. Г. . Геоэкологические принципы использования вторичных ресурсов. — Тула: Изд-во «Гриф и К°», 2000. — 360 с.
- Соколов Э. М., Володин Н. И., Пашков В. П. и др. . Теория и практика решения природоохранных задач. — Тула: Тульский гос. ун-т, 2000. — 281 с. — ISBN 5-7679-0242-9.
- Соколов Э. М., Захаров Е. И., Панфёрова И. В., Волков А. В. . Общая экология. — Тула: Изд-во «Гриф и К°», 2001. — 171 с.
- Соколов Э. М., Захаров Е. И., Волков А. В., Панфёрова И. В., Сычёв А. И. . Науки о Земле. — Тула: Изд-во «Гриф и К°», 2001. — 514 с.
- Соколов Э. М., Панарин В. М., Воронцова Н. В. . Информационные технологии в безопасности жизнедеятельности. — М.: Машиностроение, 2006. — 238 с. — ISBN 5-217-03331-2.

## Статьи
- Соколов Э. М., Панарин В. М.  Проблемы обеспечения безопасности при авариях на химических предприятиях // Фундаментальные исследования. — 2004. — № 6. — С. 86—88.
- Соколов Э. М., Панарин В. М., Дергунов Д. В.  Принципы построения системы сбора и обработки экологической информации // Современные наукоёмкие технологии. — 2005. — № 1. — С. 27.
- Соколов Э. М., Панарин В. М., Дергунов Д. В.  Построение структуры систем сбора и отображения экологической информации на электронной карте промышленных регионов // Современные наукоёмкие технологии. — 2005. — № 21. — С. 79—81.
- Копылов А. Б., Соколов Э. М., Харламов А. Е.  Разработка технологических решений эффективного освоения угольных месторождений, с учётом ухудшающихся горно-геологических параметров // Известия ТулГУ. Технические науки. — 2012. — № 12 (ч. 2). — С. 282—285.
- Соколов Э. М., Шейнкман Л. Э., Дергунов Д. В.  Технология очистки промышленных сточных вод от фенольных соединений // Вода: химия и экология. — 2012. — № 4. — С. 26—32.
- Соколов Э. М., Маликов А. А., Рыбак Л. Л., Богданов С. М.  Методические положения оценки экологического состояния территории горнопромышленного региона // Известия ТулГУ. Науки о Земле. — 2014. — № 2. — С. 13—30.
- Соколов Э. М., Маликов А. А., Рыбак Л. Л., Богданов С. М.  Геотехнологические принципы экологически рационального использования недр Подмосковного угольного бассейна // Известия ТулГУ. Науки о Земле. — 2014. — № 2. — С. 30—45.
- Соколов Э. М., Качурин Н. М., Карначев И. П., Шкуратский Д. Н.  Оценка уровня промышленной безопасности на горнодобывающих предприятиях // Известия ТулГУ. Науки о Земле. — 2014. — № 4. — С. 57—63.
- Соколов Э. М., Шейнкман Л. Э., Дергунов Д. В.  Нелинейная кинетика распада фенольных соединений в водной среде // Фундаментальные исследования. — 2014. — № 9. — С. 2677—2681.
- Соколов Э. М., Максимович Н. Г., Мещерякова О. Ю.  Формирование нефтяного загрязнения сульфатного массива в карстовых районах и методы его ликвидации // Известия ТулГУ. Науки о Земле. — 2015. — № 2. — С. 79—89.